# Clerve
Clerve är ett vattendrag i Luxemburg.   Det ligger i distriktet Diekirch, i den norra delen av landet, 40 kilometer norr om huvudstaden Luxemburg.
I omgivningarna runt Clerve växer i huvudsak blandskog. Runt Clerve är det ganska glesbefolkat, med 35 invånare per kvadratkilometer.